# I hate u (ISSA×SoulJaの曲)
『i hate u』は、ISSAが「ISSA × SoulJa + ROLA」名義で発売した通算6枚目のシングル。2011年10月12日にSONIC GROOVEよりリリースされた。

## 概要
前作より7ヶ月ぶりとなるシングル。ISSA×SoulJaのシングル第3弾。モデル・タレントのローラが参加している
。ローラは本曲が歌手デビュー曲となった。表題曲は中京テレビ・日本テレビ系「フットンダ」エンディングテーマ及びレコチョク2011年9月度CMソングに起用された。

### 仕様
「CD」「CD+DVD」の2形態で発売。CD+DVDには「i hate u」「D.T.N.A.」のミュージックビデオを収録したDVDが付属。

## チャート成績
- 2011年10月24日付のオリコン週間ランキングで週間26位にランクインした[5]。

## ミュージック・ビデオ
2011年9月23日に公開。監督は大橋洋生。2022年5月現在2995万回以上再生されている。

## 収録曲
1. i hate u
2. D.T.N.A.
3. i hate u [instrumental]
4. D.T.N.A. [instrumental]

DVD
1. hate u [MUSIC CLIP]
2. D.T.N.A. [MUSIC CLIP]